# واکه، گرجستان
واکه (به لاتین: Vake) یک منطقهٔ مسکونی در گرجستان است که در ناحیه گاگرا واقع شده‌است. واکه ۲۲۱ نفر جمعیت دارد و ۴۲۰ متر بالاتر از سطح دریا واقع شده‌است.